# Alcolapia grahami
Espèce
Statut de conservation UICN

 VU D2 : Vulnérable
Alcolapia grahami est une espèce de poisson qui fait partie de la famille des Cichlidae et de l'ordre des Cichliformes.

## Distribution
Alcolapia grahami est une espèce de cichlidae endémique de l'Afrique. Elle se rencontre dans les lacs Magadi, Nakuru, où elle a été introduite (Kenya), et Natron en Tanzanie.

## Mode de vie
Cette espèce de cichlidae vit dans une eau dure et salée, se rapprochant de celle des poissons d'eau de mer. Les lacs salins de cette zone africaine sont également très chauds.